# Chytridiomycota
Chytridiomycota (tên gọi thông thường: chytrids) là một ngành của giới Nấm. Đây là một ngành nấm hoại sinh, phát triển trên các thực thể có kitin và keratin, đôi khi nấm này sống dưới dạng ký sinh.